# Первоуральский завод горного оборудования
Первоуральский завод горного оборудования — российское предприятие горного машиностроения, производитель конвейерного оборудования и производитель каменного литья, расположенный в Первоуральске Свердловской области.

## История
XIV ямская станция
История места связана с расположением 14-й ямской станции, которая располагалась в 5 километрах от центра Первоуральска, в стороне от Сибирского тракта.
Гологорский хромитовый рудник
При строительстве железной дороги Пермь-Екатеринбург были обнаружены поверхностные залежи хромитовой руды на одной из безлесных уральских возвышенностей («Голой горки»). В августе 1864 года поверенным Николаем Панфиловичем Сосуновым в долине реки Талицы было открыто месторождение хромистого железняка. Рудник по добыче хромистого железника получил название Гологорского. Хромистый железняк в основном отправлялся на экспорт. В 1915 году гологорскую руду стали перерабатывать на Шайтанском химическом хромпиковом заводе. Рудник действовал, пока не иссякли запасы сырья до 1941 года. На хромовой руде работали Кокшанский химзавод, металлургические заводы Запорожья и Челябинска, Хромпиковый завод.
Гологорский авторемонтный завод
В 1941 году на базе Гологорского хромитового рудника был размещён эвакуированный агрегатный завод «Металлист» из Кривого Рога. 23 ноября 1941 года завод был запущен. В январе 1942 года был запущен чугунолитейный цех с одной вагранкой, работала модельная мастерская и термический участок с нагревательной печью. В годы Великой Отечественной войны на заводе проводился капитальный ремонт бронемашин, грузовиков, на фронт поставлялись различные автозапчасти, включая шасси машин.
В 1949 году завод был переведён на изготовление горношахтного и обогатительного оборудования. В 1951 году ведён в строй новый кузнечно-термический цех, в 1952 году запущен в эксплуатацию котельно-сварочный цех.
Первоуральский завод по ремонту горного оборудования
В 1957 году, в связи с тем, что выпуск горнорудного оборудования составил 65 % продукции предприятия, приказом Министерства чёрной металлургии СССР авторемзавод был переименован в «Первоуральский завод по ремонту горного оборудования» (ПЗРГО) и переподчинён тресту «Уралруда» МЧМ СССР.

## Деятельность
Предприятие сотрудничает с предприятиями горнорудной, металлургической, энергетической, химической, лесной и целлюлозно-бумажной промышленностей, а также промышленности строительных и отделочных материалов России и других стран.
Завод состоит из 5 основных цехов: три механосборочных, цех каменного литья и чугунолитейный цех. К вспомогательным подразделениям относятся ремонтно-механический, ремонтно-строительный, энергоремонтный, инструментальный, автотранспортный участки, бюро по обслуживанию станков с ЧПУ, центральная заводская лаборатория.
Производственные мощности завода позволяют выпускать 250 тонн каменного литья в месяц.